# Davie Shaw
Ne doit pas être confondu avec David Shaw.
Pour les articles homonymes, voir Shaw.
David Shaw, couramment appelé Davie Shaw, est un footballeur international puis entraîneur écossais, né le 5 mai 1917, à Annathill (en), Lanarkshire et décédé le 20 janvier 1977 . Évoluant au poste d'arrière gauche, il n'a connu que deux clubs, Hibernian (pendant 12 saisons) et Aberdeen (3 saisons comme joueur et 4 comme entraîneur).
Il compte 9 sélections en équipe d'Écosse.

## Biographie

### Carrière en club
Natif d'Annathill (en), Lanarkshire, il joua pour Hibernian avant et après la Seconde Guerre mondiale. Il restera 12 saisons avec les Hibs, remportant un titre de champion en 1947-48 et perdit en finale de la Coupe d'Écosse en 1947 contre Aberdeen.
Il s'engagea ensuite pour Aberdeen avec qui il jouera (mais perdit aussi) la finale de la Coupe d'Écosse en 1953 contre les Rangers.
À la fin de sa carrière de joueur, il resta dans l'encadrement d'Aberdeen comme adjoint-préparateur physique, sous la direction de l'entraîneur Dave Halliday. Bobby Wishart (en), un des joueurs de l'équipe qui venait de remporter le titre de champion en 1954-55, déclarait que « Shaw était l'ingrédient secret » dans les succès du club. 
Après cette saison, Dave Halliday quitta le club pour aller exercer en Angleterre, à Leicester City, et Shaw fut promu au poste d'entraîneur. Sous sa direction, Aberdeen remporta pour la première fois la Coupe de la Ligue écossaise en 1956 et atteignit la finale de la Coupe d'Écosse en 1959 contre Saint Mirren.
Après 4 saisons, il reprit son poste d'adjoint sous la direction de Tommy Pearson (en). Après avoir mis fin à sa carrière dans le milieu du football, il devint professeur d'EPS en Écosse. Son frère aîné, Jock Shaw, fut aussi footballeur professionnel, jouant pour Airdrieonians et pour les Rangers et aussi sélectionné en équipe d'Écosse.

### Carrière internationale
Davie Shaw reçoit 9 sélections en faveur de l'équipe d'Écosse. Il joue son premier match le 15 mai 1946, pour une victoire 3-1, à l'Hampden Park de Glasgow, contre la Suisse en match amical. Il reçoit sa dernière sélection le 17 novembre 1948, pour une victoire 3-2, à l'Hampden Park de Glasgow, contre l'Irlande en British Home Championship. Il n'inscrit aucun but lors de ses 9 sélections.
Son frère, Jock, a quant à lui reçu six sélections pour l'équipe d'Écosse, dont une le 15 mai 1946 (pour la première sélection de Davie et la deuxième de Jock), ce qui fait que ce jour-là, deux frères portèrent en même temps le maillot écossais, ce qui ne se reproduira pas avant le 12 octobre 2005, quand Gary et Steven Caldwell jouèrent en même temps contre la Slovénie.
Il participe avec l'Écosse aux British Home Championship de 1947, 1948 et 1949.

## Palmarès

### Comme joueur
- Hibernian :
  - Champion d'Écosse en 1947-48
  - Finaliste de la Coupe d'Écosse en 1947
  - Finaliste de la Coupe de la Ligue écossaise en 1950
  - Vainqueur de la Summer Cup en 1942
  - Vainqueur de la Southern League Cup en 1944

- Aberdeen :
  - Finaliste de la Coupe d'Écosse en 1953

### Comme entraîneur
- Aberdeen :
  - Finaliste de la Coupe d'Écosse en 1959